# OKBM

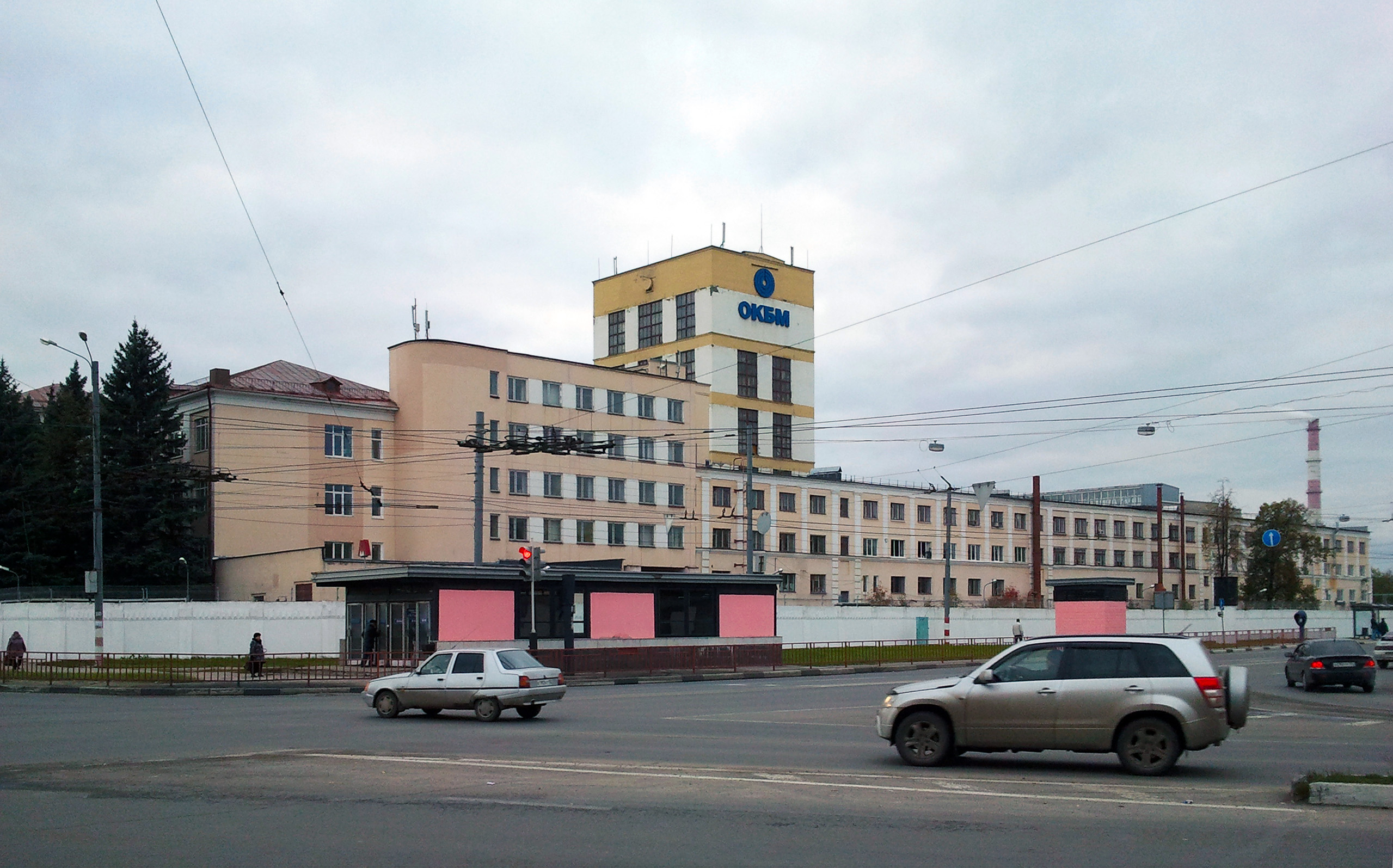
Experimentelles Maschinenbau-Konstruktionsbüro I. I. Afrikantow

Die OKBM (russisch ОКБМ, Опытное конструкторское бюро машиностроения им. И. И. Африкантова, Experimentelles Maschinenbau-Konstruktionsbüro I. I. Afrikantow; auch genannt: JSC Afrikantov OKBM) ist ein Kerntechnik-Unternehmen in Nischni Nowgorod, Russland.

## Geschichte
Am 1. März 1947 wurde von der sowjetischen Regierung in der Gorki Maschinenfabrik das Büro für Spezielle Planung mit dem Chefkonstrukteur Anatoli Sawin gegründet. Es sollte Maschinenbauteile für die Atomindustrie schaffen. Später wurde es abgetrennt und ist heute als staatliches Unternehmen dem Ministerium für Atomenergie untergeordnet. Seit 1998 führt es den Namenszusatz von I. I. Afrikantow, eines ehemaligen Chefdesigners und Direktors.

## Organisation
Das Unternehmen beschäftigt insgesamt mehr als 3400 Angestellte (Stand 2004) und hat mehr als 500 kommerzielle Reaktoren und Forschungsreaktoren gebaut. In dem Jahr 2020 feierte das Unternehmen sein 75-jähriges Bestehen inklusive der Anfänge bis in das Jahr 1945 zurück.
OKBM ist (Stand 2022) der Rosatom Mechanical Engineering Division untergeordnet.

## Anlagen
Es ist Hersteller der BN-Reaktoren, VK-Reaktoren, AST-Reaktoren, OK-Reaktoren, KLT-Reaktoren, RITM-Reaktoren, ABV-Reaktoren, VG-Reaktoren und PWR-1000-Reaktoren.
Das Unternehmen hat unter anderem den BN-600-Reaktor Belojarsk 3 gebaut wie auch die AST-Reaktoren in Gorki und Woronesch und baut zurzeit den Block 4 (BN-800) in Belojarsk. OKBM hat eine neue Leittechnik für den Reaktor vom Typ WWER von OKB Gidropress entworfen. Auch einige U-Boot-Reaktoren vom Typ OK hat das Unternehmen gebaut. Das Unternehmen fertigte die beiden KLT-40S-Reaktoren für das Kernkraftwerk Akademik Lomonossow.